# Thomas Ambert
Pas d'image ? Cliquez ici

a Compétitions nationales et continentales officielles uniquement.

Thomas Ambert, né le 6 avril 1990 à Perpignan, est un joueur français de rugby à XIII évoluant au poste de centre ou d'ailier. Il a évolué dans deux clubs en Championnat de France, d'abord au S.M. Pia avec un titre de Championnat de France remporté en 2013 puis à Saint-Estève XIII Catalan avec un titre de Coupe de France remporté en 2016.

## Biographie
Thomas Ambert découvre le rugby à XIII à l'âge de quatre ans dans le club de Saint-Estève puis suit sa formation au S.M. Pia avec lequel il fait ses débuts en senior en 2007. Son père, Daniel Ambert, a été président du club du S.M. Pia dans les années 2010. Son père, Marc Ambert, a été international français de rugby à XIII au poste de deuxième ligne, et son oncle, Philippe Ambert, a également pratiqué le rugby à XIII comme pilier ou troisième ligne. Il y remporte un titre de Championnat de France en 2013 et perd en finale du Championnat en 2008 et 2012. Il rejoint ensuite Saint-Estève XIII Catalan et y remporte la Coupe de France en 2016.
Privilégiant sa vie personnelle et professionnelle, il refuse de devenir professionnel de rugby à XIII malgré une proposition des Dragons Catalans en 2015. Il est dans la vie artisan.

## Palmarès
- Collectif :
  - Vainqueur du Championnat de France : 2013 (Pia) et 2019 (Saint-Estève XIII Catalan).
  - Vainqueur de la Coupe de France : 2016 et 2018 (Saint-Estève XIII Catalan).
  - Finaliste du Championnat de France : 2008, 2012 (Pia).
  - Finaliste de la Coupe de France : 2011, 2012 (Pia), 2015  et 2019 (Saint-Estève XIII Catalan).
- Individuel
  - XIII d'or 2018 (catégorie Meilleur marqueur d’essais)[2].

### En club
| Saison    | Club                      | Compétition           | Matchs | Points | Essais | Goals | Drops |
| --------- | ------------------------- | --------------------- | ------ | ------ | ------ | ----- | ----- |
| 2007-2008 | S.M. Pia                  | Championnat de France | 2      | -      | -      | -     | -     |
| 2008-2009 | S.M. Pia                  | Championnat de France | 2      | -      | -      | -     | -     |
| 2009-2010 | S.M. Pia                  | Championnat de France | 10     | 12     | 3      | -     | -     |
| 2010-2011 | S.M. Pia                  | Championnat de France | 16     | 32     | 8      | -     | -     |
| 2011-2012 | S.M. Pia                  | Championnat de France | 18     | 28     | 7      | -     | -     |
| 2012-2013 | S.M. Pia                  | Championnat de France | 17     | 20     | 5      | -     | -     |
| 2013-2014 | ?                         | -                     | -      | -      | -      | -     | -     |
| 2014-2015 | Saint-Estève XIII Catalan | Championnat de France | 20     | 64     | 16     | -     | -     |
| 2015-2016 | Saint-Estève XIII Catalan | Championnat de France | 21     | 68     | 17     | -     | -     |
| 2016-2017 | Saint-Estève XIII Catalan | Championnat de France | 22     | 52     | 13     | -     | -     |
| 2017-2018 | Saint-Estève XIII Catalan | Championnat de France | 16     | 64     | 16     | -     | -     |
| 2018-2019 | Saint-Estève XIII Catalan | Championnat de France | 16     | 32     | 8      | -     | -     |
| 2019-2020 | Saint-Estève XIII Catalan | Championnat de France | 9      | 12     | 3      | -     | -     |